# Xambes
Xambes település Franciaországban, Charente megyében. Lakosainak száma 235 fő (2022. január 1.). Xambes Coulonges, Saint-Amant-de-Boixe, Vervant, Villognon és Vouharte községekkel határos.

## Népesség
A település népessége az elmúlt években az alábbi módon változott:
| Lakosok száma | 300  | 297  | 320  | 312  | 305  | 312  | 293  | 254  | 247  | 235  |
|               | 1968 | 1982 | 1990 | 2006 | 2013 | 2015 | 2017 | 2019 | 2020 | 2022 |